# والتير إغليسياس
والتير إغليسياس (بالإسبانية: Walter Iglesias) (18 أبريل 1985 بروساريو في الأرجنتين - ) هو لاعب كرة قدم أرجنتيني في مركز الوسط. لعب مع أتلتيكو مدريد ب ونادي أتروميتوس ونادي أستيراس تريبوليس ونادي تشانغتشون ياتاي ونادي ديبورتيفو طليطلة ونادي لاريسا.

## وصلات خارجية
- والتير إغليسياس على موقع الاتحاد الأوربي (الإنجليزية)
- والتير إغليسياس على موقع قاعدة بيانات كرة القدم.إي يو (الإنجليزية)
- والتير إغليسياس على موقع Soccerway.com (الإنجليزية)
- والتير إغليسياس على موقع AS.com (الإسبانية)